# Перелётный
Перелётный — населённый пункт (тип: железнодорожная станция) в Михайловском районе Приморского края России. Входит в состав Кремовского сельского поселения.

## География
Перелётный стоит в долине реки Абрамовка, до правого берега около 2 км.
Автодорога до станции Перелётный идёт от автотрассы «Уссури» (на запад от села Ляличи), расстояние около 4 км.
По автодороге расстояние до Кремово около 20 км, до районного центра Михайловка около 44 км.

## Население
| 2002 | 2010 |
| ---- | ---- |
| 184  | ↘103 |

## Улицы
В населённом пункте имеются две улицы: Вокзальная и Рабочая.

## Инфраструктура
Путевое хозяйство. Действует бывшая железнодорожная станция Перелётный.